# Brixia Tour 2004
Il Brixia Tour 2004, quarta edizione della corsa, si svolse tre tappe dal 23 al 25 luglio 2004, per un percorso totale di 517,5 km. Ad imporsi fu l'italiano Danilo Di Luca, che terminò la gara in 12h08'33".

## Tappe
| Tappa  | Data      | Percorso                                    | km    | Vincitore di tappa         | Leader cl. generale |
| ------ | --------- | ------------------------------------------- | ----- | -------------------------- | ------------------- |
| 1ª     | 23 luglio | San Vigilio di Concesio > Toscolano Maderno | 159   | Igor Astarloa              | Igor Astarloa       |
| 2ª-1ª  | 24 luglio | Darfo Boario Terme > Val Palot              | 83,3  | Julio Alberto Pérez Cuapio | Danilo Di Luca      |
| 2ª-2ª  | 24 luglio | Pisogne > Darfo Boario Terme                | 82,7  | Jurij Metlušenko           | Danilo Di Luca      |
| 3ª     | 25 luglio | Bettole di Buffalora > Manerbio             | 192,5 | Enrico Degano              | Danilo Di Luca      |
| Totale | Totale    | Totale                                      | 517,5 |                            |                     |

## Squadre e corridori partecipanti
| N.    | Cod. | Squadra                   |
| ----- | ---- | ------------------------- |
| 1-8   | DVE  | Domina Vacanze            |
| 11-18 | LAM  | Lampre                    |
| 21-28 | SAE  | Saeco Macchine per Caffè  |
| 31-38 | FAS  | Fassa Bortolo             |
| 41-48 | DEN  | De Nardi                  |
| 51-58 | FPF  | Formaggi Pinzolo Fiavé    |
| 61-68 | LAN  | Landbouwkrediet-Colnago   |
| 71-78 | LPR  | LPR-Piacenza Management   |
| 81-88 | PAN  | Ceramiche Panaria-Margres |
| 91-98 | TEN  | Tenax                     |

| N.      | Cod. | Squadra                            |
| ------- | ---- | ---------------------------------- |
| 101-108 | VIN  | Vini Caldirola-Nobili Rubinetterie |
| 111-118 | VOL  | Volksbank-Ideal Leingrüber         |
| 121-128 | ICT  | ICET Torobaliat                    |
| 131-138 | A&S  | Acqua & Sapone-Caffè Mokambo       |
| 141-148 | NIP  | Team Nippo                         |
| 151-158 | MIE  | Miche                              |
| 161-168 | AMO  | Amore & Vita-Beretta               |
| 171-178 | TBL  | Team Barloworld                    |
| 181-188 | CLM  | Colombia-Selle Italia              |

## Dettagli delle tappe

### 1ª tappa
- 23 luglio: San Vigilio di Concesio > Toscolano Maderno – 159 km

Risultati
| Pos. | Corridore            | Squadra     | Tempo    |
| ---- | -------------------- | ----------- | -------- |
| 1    | Igor Astarloa        | Lampre      | 3h54'11" |
| 2    | Massimiliano Gentili | Domina Vac. | s.t.     |
| 3    | Massimo Iannetti     | Domina Vac. | s.t.     |

| Pos. | Corridore            | Squadra     | Tempo    |
| ---- | -------------------- | ----------- | -------- |
| 1    | Igor Astarloa        | Lampre      | 3h54'11" |
| 2    | Massimiliano Gentili | Domina Vac. | s.t.     |
| 3    | Massimo Iannetti     | Domina Vac. | s.t.     |

### 2ª tappa-1ª semitappa
- 24 luglio: Darfo Boario Terme > Val Palot – 83,3 km

Risultati
| Pos. | Corridore            | Squadra      | Tempo    |
| ---- | -------------------- | ------------ | -------- |
| 1    | Julio Pérez Cuapio   | Cer. Panaria | 2h05'05" |
| 2    | Danilo Di Luca       | Saeco        | s.t.     |
| 3    | Francesco Casagrande | Lampre       | a 17"    |

### 2ª tappa-2ª semitappa
- 24 luglio: Pisogne > Darfo Boario Terme – 82,7 km

Risultati
| Pos. | Corridore        | Squadra         | Tempo    |
| ---- | ---------------- | --------------- | -------- |
| 1    | Jurij Metlušenko | Landbouwkrediet | 1h53'03" |
| 2    | Mirco Lorenzetto | De Nardi        | s.t.     |
| 3    | Igor Astarloa    | Lampre          | s.t.     |

| Pos. | Corridore            | Squadra      | Tempo    |
| ---- | -------------------- | ------------ | -------- |
| 1    | Danilo Di Luca       | Saeco        | 7h52'22" |
| 2    | Paolo Tiralongo      | Cer. Panaria | a 17"    |
| 3    | Massimiliano Gentili | Domina Vac.  | a 48"    |

### 3ª tappa
- 25 luglio: Bettole di Buffalora > Manerbio – 192,5 km

Risultati
| Pos. | Corridore       | Squadra      | Tempo    |
| ---- | --------------- | ------------ | -------- |
| 1    | Enrico Degano   | Barloworld   | 4h16'11" |
| 2    | Ruggero Marzoli | Acqua & Sap. | s.t.     |
| 3    | Giosuè Bonomi   | Saeco        | s.t.     |

| Pos. | Corridore            | Squadra      | Tempo     |
| ---- | -------------------- | ------------ | --------- |
| 1    | Danilo Di Luca       | Saeco        | 12h08'33" |
| 2    | Paolo Tiralongo      | Cer. Panaria | a 17"     |
| 3    | Massimiliano Gentili | Domina Vac.  | a 48"     |

## Classifiche finali

### Classifica generale - Maglia azzurra
| Pos. | Corridore            | Squadra      | Tempo     |
| ---- | -------------------- | ------------ | --------- |
| 1    | Danilo Di Luca       | Saeco        | 12h08'33" |
| 2    | Paolo Tiralongo      | Cer. Panaria | a 17"     |
| 3    | Massimiliano Gentili | Domina Vac.  | a 48"     |
| 4    | Raffaele Illiano     | Colombia     | a 51"     |
| 5    | Przemysław Niemiec   | Miche        | s.t.      |
| 6    | Julio Pérez Cuapio   | Cer. Panaria | a 1'05"   |
| 7    | Aleksandr Kolobnev   | Domina Vac.  | a 1'12"   |
| 8    | Michele Gobbi        | De Nardi     | a 1'31"   |
| 9    | Igor Astarloa        | Lampre       | a 2'08"   |
| 10   | Massimo Iannetti     | Domina Vac.  | s.t.      |

### Classifica a punti
| Pos. | Corridore            | Squadra         | Punti |
| ---- | -------------------- | --------------- | ----- |
| 1    | Igor Astarloa        | Lampre          | 45    |
| 2    | Massimiliano Gentili | Domina Vac.     | 37    |
| 3    | Raffaele Illiano     | Colombia        | 32    |
| 4    | Jurij Metlušenko     | Landbouwkrediet | 25    |
| 5    | Julio Pérez Cuapio   | Cer. Panaria    | 25    |

### Classifica scalatori
| Pos. | Corridore            | Squadra      | Punti |
| ---- | -------------------- | ------------ | ----- |
| 1    | Julio Pérez Cuapio   | Cer. Panaria | 6     |
| 2    | Gabriele Missaglia   | Barloworld   | 6     |
| 3    | Massimiliano Gentili | Domina Vac.  | 4     |
| 5    | Danilo Di Luca       | Saeco        | 4     |
| 5    | Daniele Contrini     | LPR-Piacenza | 2     |

### Classifica traguardi volanti
| Pos. | Corridore          | Squadra         | Punti |
| ---- | ------------------ | --------------- | ----- |
| 1    | Ivan Fanelli       | Amore & Vita    | 16    |
| 2    | Gabriele Missaglia | Barloworld      | 10    |
| 3    | Daniele Contrini   | LPR-Piacenza    | 10    |
| 5    | Jurij Metlušenko   | Landbouwkrediet | 8     |
| 5    | Mauro Facci        | Fassa Bortolo   | 6     |

### Classifica a squadre
| Pos. | Squadra                   | Tempo     |
| ---- | ------------------------- | --------- |
| 1    | Ceramiche Panaria-Margres | 36h29'02" |
| 2    | Domina Vacanze            | a 45"     |
| 3    | Miche                     | a 5'01"   |
| 5    | De Nardi                  | a 5'02"   |
| 5    | Lampre                    | a 6'55"   |